# Apistogramma martini
 Apistogramma martini és una espècie de peix de la família dels cíclids i de l'ordre dels perciformes present al Perú.